# Femme Fatale (Album)
Femme Fatale (französisch für: verhängnisvolle Frau) ist das siebte Studioalbum der US-amerikanischen Sängerin Britney Spears. Es wurde in Deutschland am 25. März 2011 veröffentlicht.
Mit Femme Fatale brach Spears Rekorde in den USA, da sie die erste und einzige Künstlerin ist, die es je schaffte, mit sechs Alben auf Nummer 1 sowie mit sieben Alben mindestens auf Platz 2 zu debütieren. Des Weiteren ist sie die Künstlerin mit den meisten Nummer-1 Alben in diesem Jahrtausend.
Das Album erreichte die Top Ten in 28 Ländern, davon Platz 1 in den USA, Kanada, Australien, Mexiko, Russland und den internationalen Charts Südkoreas, womit das Album nahtlos an den Erfolg von Circus anknüpfen konnte.
Die erste Single Hold It Against Me erreichte in sieben Ländern Platz 1, darunter die USA und Kanada, wo es jeweils ihre vierte Nummer-1 wurde. Des Weiteren konnte sich das Lied in elf weiteren Ländern in den Top Ten platzieren. In den USA debütierte Spears damit auf Platz 1 der Billboard Hot 100, was ihr zuvor schon mit 3 gelang, und machte sie erst zur zweiten Künstlerin die mehr als ein Debüt auf Platz 1 hat. Bislang konnte sich das Lied 1,2 Millionen Mal in Amerika verkaufen, 411.000 davon allein in der Debütwoche, und hat somit Platinstatus erreicht.
Die zweite Single Till the World Ends debütierte auf Platz 20 in den US Billboard Hot 100 und konnte in der darauffolgenden Woche Platz 9 erreichen. Nach der Veröffentlichung des The Femme fatale Remixes, an dem auch Nicki Minaj und Kesha als Gastsängerinnen beteiligt waren, stieg der Song bis auf Platz 3 der US-Charts. Das Lied wurde ihr zehnter Top-10-Hit und hat sich bislang mehr als 1,6 Millionen Mal verkauft, was Platinstatus bedeutet. Till the World Ends konnte sich in den Charts, im Gegensatz zu Spears’ vorherigen Singles, großer Langlebigkeit erfreuen. Der Song konnte sich zudem in 15 Ländern in den Top 10 platzieren, davon u. a. auf Platz 2 in Norwegen und Russland.
I Wanna Go debütierte in der Woche nach der Veröffentlichung von Femme Fatale dank hoher Downloadverkäufe auf Platz 73 in den Billboard Hot 100 sowie auf Platz 60 in den Canadian Hot 100. Am 13. Mai 2011 wurde offiziell bekannt gegeben, dass das Lied als dritte Singleauskopplung erscheinen wird.
Nach der Radiopremiere und der Veröffentlichung des Musikvideos stieg das Lied in den USA und Kanada bis auf Platz 7 bzw. Platz 6. In weiteren Ländern, u. a. Australien und Neuseeland, konnte sich das Lied in den Top 40 platzieren. Des Weiteren ist es bis dato Spears’ erfolgreichster Radio-Hit in den USA mit einer Zuhörerschaft von etwa 100 Millionen.
Nach den MTV Video Music Awards am 28. August 2011 verkündete Spears in einem MTV-Interview, dass Criminal als vierte Single aus Femme Fatale veröffentlicht werden soll. Veröffentlicht wurde der Song als Download am 30. September 2011 auf iTunes, die offizielle US-Radiopremiere des Songs erfolgte am 11. Oktober 2011.

## Hintergrund und Inhalt

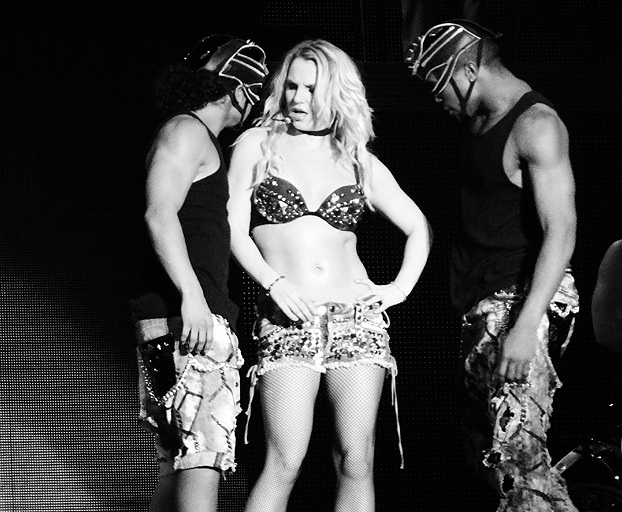
Spears singt S&M während ihrer Femme Fatale Tour 2011.

Bereits im Juli 2009, während ihrer Tour zum Album Circus, startete Spears die Aufnahmen für ihr nächstes Album. Dennoch wurde erst im März 2010 die Arbeit am siebten Studioalbum von offizieller Seite bestätigt.
Während eines Interviews mit Rap-Up im Juni 2010 kommentierte Danja, dass er mit Spears an der Vorproduktion von Femme Fatale arbeite. Darkchild, welcher angeblich auch mit ihr zu arbeiten schien, kommentierte während einer Ustream-Sitzung im August 2010 eine baldige Freigabe von neuer Musik. Spears’ Manager Adam Leber lehnte eine rasche Veröffentlichung zu dem Zeitpunkt jedoch ab. Außerdem dementierte er die Mitarbeit von Produzenten, die letzteres durch ihren Twitter-Account verlauten ließen. Des Weiteren ließ Leber durch Entertainment Weekly verlauten, dass das neue Album progressiver und eine Abkehr von dem sei, was man bisher gehört habe. Im November 2010 wurde Dr. Luke, zusammen mit Max Martin, als Executive Producer des Albums bekannt gegeben.
Am 2. Dezember 2010, dem 29. Geburtstag der Sängerin, verriet Spears persönlich die Veröffentlichung ihres neuen Albums im März 2011 über Twitter.
Noch vor dem Erscheinen des Albums veröffentlichten die jeweiligen Produzenten diverse Previews von Songs, die auf Femme Fatale erscheinen werden. So präsentierte u. a. Dr. Luke Hörproben der Songs I Wanna Go und Inside Out sowie will.i.am eine 30-sekündige Preview des Tracks Big Fat Bass. Nachdem am 11. März 2011 zunächst die Titel I Wanna Go, Inside Out und (Drop Dead) Beautiful in voller Länge im Internet auftauchten, wurde kurze Zeit später das gesamte Album geleakt. Der als zweite Single geplante Song Till the World Ends, dessen Veröffentlichung für den 11. März 2011 geplant war, stand bereits am 4. März 2011 weltweit zum Download via iTunes bereit.

## Titelliste

### Standard Edition
| #   | Titel                              | Autor(en)                                                                                         | Produzent(en)                             | Länge |
| --- | ---------------------------------- | ------------------------------------------------------------------------------------------------- | ----------------------------------------- | ----- |
| 1.  | Till the World Ends                | Alexander Kronlund, Kesha Sebert, Dr. Luke, Max Martin                                            | Dr. Luke, Max Martin, Benny Blanco        | 3:57  |
| 2.  | Hold It Against Me                 | Dr. Luke, Max Martin, Mathieu Jomphe, Bonnie McKee                                                | Dr. Luke, Max Martin, Billboard           | 3:49  |
| 3.  | Inside Out                         | Dr. Luke, Max Martin, Mathieu Jomphe, Bonnie McKee                                                | Dr. Luke, Max Martin, Billboard           | 3:38  |
| 4.  | I Wanna Go                         | Max Martin, Savan Kotecha, Shellback                                                              | Max Martin, Shellback                     | 3:30  |
| 5.  | How I Roll                         | Blodshy & Avant, Henrik Jonback, Magnus Lidehäll, Nicole Morier, Bonnie McKee                     | Bloodshy, Henrik Jonback, Magnus Lidehäll | 3:36  |
| 6.  | (Drop Dead) Beautiful (feat. Sabi) | Ester Dean, Jeremy Coleman, Mathieu Jomphe, Chris Brown, Benjamin Levin, Joshua Coleman           | Benny Blanco, Ammo, JMIKE, Billboard      | 3:36  |
| 7.  | Seal It with a Kiss                | Max Martin, Henry Walter, Dr. Luke, Bonnie McKee                                                  | Dr. Luke, Max Martin, Dream Machine       | 3:26  |
| 8.  | Big Fat Bass (feat. will.i.am)     | will.i.am                                                                                         | will.i.am                                 | 4:44  |
| 9.  | Trouble for Me                     | Hather Bright, Fraser T. Smith, Livvi Franc                                                       | Fraser T. Smith                           | 3:19  |
| 10. | Trip to Your Heart                 | Christian Karlsson, Henrik Jonback, Magnus Lidehäll, Pontus Winnberg, Nicole Morier, Sophie Stern | Bloodshy, Henrik Jonback, Mangus Lidehäll | 3:33  |
| 11. | Gasoline                           | Claude Kelly                                                                                      | Dr. Luke, Benny Blanco                    | 3:08  |
| 12. | Criminal                           | Tiffany Amber, Max Martin, Shellback                                                              | Max Martin, Shellback                     | 3:45  |

### Deluxe Edition
| #   | Titel                 | Autor(en)                                                            | Produzent(en)                 | Länge |
| --- | --------------------- | -------------------------------------------------------------------- | ----------------------------- | ----- |
| 13. | Up N’ Down            | Max Martin, Savan Kotecha, Shellback                                 | Max Martin, Shellback, Oligee | 3:42  |
| 14. | He About to Lose Me   | Rodney Jerkins, Ina Wroldsen                                         | Darkchild                     | 3:48  |
| 15. | Selfish               | Mikkel Eriksen, Tor Hermansen, Sandy Wilhelm, Ester Dean, Traci Hale | Stargate, Sandy Vee           | 3:43  |
| 16. | Don’t Keep Me Waiting | Rodney Jerkins, Thomas Lumpkins, Michaela Shiloh                     | Darkchild                     | 3:21  |

### Japanische Deluxe Edition
| #   | Titel | Autor(en)                                         | Produzent(en)   | Länge |
| --- | ----- | ------------------------------------------------- | --------------- | ----- |
| 17. | Scary | Fraser T. Smith, Kasia Livingston, Britney Spears | Fraser T. Smith | 3:39  |

## Kommerzieller Erfolg

### Chartplatzierungen

#### Album
Am 31. März 2011 debütierte Femme Fatale in Irland auf Platz 4 und ist somit die erste internationale Platzierung für das Album. Einen Tag später stieg es auf Platz 5 in Schweden sowie am 2. April auf Platz 7 in den Niederlanden. Es folgte jeweils Platz 8 in den belgischen Regionen Flandern und Wallonien. Am 3. April erreichte Femme Fatale außerdem auf Anhieb Platz 1 der australischen Album-Charts und ist somit dort Spears’ erstes Nummer-1-Album. Mit 35.000 verkauften Exemplaren in der ersten Woche wurde das Album direkt mit Gold ausgezeichnet. In Großbritannien stieg das Album dagegen nur auf Platz 8 der Charts ein, deutlich schlechter als erwartet. In Deutschland erreichte Femme Fatale in der ersten Chartwoche Platz 10 und ist somit ihr siebtes Top-10-Album in Folge, wenngleich das Album bereits in der zweiten Chartwoche auf Rang 32 abgesackt ist und nach nur sechs Wochen aus den Charts fiel. Am 4. April debütierte das Album in Neuseeland auf Platz 3 und ist dort ihr höchster Charteinstieg, gleichauf mit den beiden ersten Alben. In den USA wird das Album mit 279.000 verkauften Exemplaren auf Platz 1 der Billboard 200 debütieren und ist somit Spears’ sechstes Nummer-eins-Album. Es wurde im Gegensatz zu Circus, welches 505.000 verkaufte Einheiten in der ersten Woche verzeichnete, um einiges weniger verkauft, wobei man allerdings beachten muss, dass  Circus während der Weihnachtszeit veröffentlicht wurde. In der Schweiz debütierte das Album auf Platz 2. In Portugal erreichte das Album in der ersten Woche Platz 4 und ist somit die erfolgreichste Platzierung in diesem Land. In Kanada debütierte das Album mit 22.000 verkauften Exemplaren auf Platz 1 und wurde dort ebenfalls das sechste Nummer-eins-Album. In Japan erreichte das Album in der ersten Woche Platz 9. Zudem wurde bekannt, dass das Album in Russland auf Platz 1 einstieg und bereits Gold-Status erreicht hat.
Am 6. Juli wurden die halbjährlichen Soundscan Charts in den USA veröffentlicht, auf denen Britney zweimal vertreten ist. Unter den meistverkauften Alben belegt sie Platz 12 mit 590.000 verkauften Einheiten des Albums Femme Fatale und Platz 18 der meistverkauften digitalen Singles mit 1.989.000 verkauften Einheiten der zweiten Single Till the World Ends.
Am 23. Dezember wurden die Jahresend-Charts von dem Magazin Billboard veröffentlicht. Darin belegt Spears mit 10 Millionen verkauften Singles in den Vereinigten Staaten Platz 9.
| ChartsChartplatzierungen       | Höchstplatzierung | Wochen |
| ------------------------------ | ----------------- | ------ |
| Deutschland (GfK)              | 10 (6 Wo.)        | 6      |
| Österreich (Ö3)                | 10 (4 Wo.)        | 4      |
| Schweiz (IFPI)                 | 2 (25 Wo.)        | 25     |
| Vereinigte Staaten (Billboard) | 1 (33 Wo.)        | 33     |
| Vereinigtes Königreich (OCC)   | 8 (9 Wo.)         | 9      |

| ChartsJahrescharts (2011)      | Platzierung |
| ------------------------------ | ----------- |
| Schweiz (IFPI)                 | 79          |
| Vereinigte Staaten (Billboard) | 31          |

#### Singles
| Jahr | Titel               | Höchstplatzierung, Gesamtwochen, AuszeichnungChartplatzierungen (Jahr, Titel, , Platzierungen, Wochen, Auszeichnungen, Anmerkungen) | Höchstplatzierung, Gesamtwochen, AuszeichnungChartplatzierungen (Jahr, Titel, , Platzierungen, Wochen, Auszeichnungen, Anmerkungen) | Höchstplatzierung, Gesamtwochen, AuszeichnungChartplatzierungen (Jahr, Titel, , Platzierungen, Wochen, Auszeichnungen, Anmerkungen) | Höchstplatzierung, Gesamtwochen, AuszeichnungChartplatzierungen (Jahr, Titel, , Platzierungen, Wochen, Auszeichnungen, Anmerkungen) | Höchstplatzierung, Gesamtwochen, AuszeichnungChartplatzierungen (Jahr, Titel, , Platzierungen, Wochen, Auszeichnungen, Anmerkungen) | Anmerkungen                                                    |
| Jahr | Titel               | DE | AT | CH | UK | US | Anmerkungen                                                    |
| ---- | ------------------- | --- | --- | --- | --- | --- | -------------------------------------------------------------- |
| 2011 | Hold It Against Me  | DE23 (6 Wo.)DE | AT16 (5 Wo.)AT | CH7 (13 Wo.)CH | UK6 (13 Wo.)UK | US1 (17 Wo.)US | Erstveröffentlichung: 11. Januar 2011 Verkäufe: + 2.387.500    |
| 2011 | Till the World Ends | DE27 (13 Wo.)DE | AT43 (5 Wo.)AT | CH7 (25 Wo.)CH | UK21 (14 Wo.)UK | US3 (24 Wo.)US | Erstveröffentlichung: 4. März 2011 Verkäufe: + 4.662.300       |
| 2011 | I Wanna Go          | DE32 (9 Wo.)DE | AT43 (7 Wo.)AT | CH27 (18 Wo.)CH | — | US7 (20 Wo.)US | Erstveröffentlichung: 13. Juni 2011 Verkäufe: + 2.158.700      |
| 2011 | Criminal            | — | — | CH33 (11 Wo.)CH | — | US55 (6 Wo.)US | Erstveröffentlichung: 30. September 2011 Verkäufe: + 1.000.000 |

### Auszeichnungen für Musikverkäufe
| Land/Region                  | Auszeichnungen für Musikverkäufe (Land/Region, Auszeichnung, Verkäufe) | Verkäufe  |
| ---------------------------- | ---------------------------------------------------------------------- | --------- |
| Australien (ARIA)            | Gold                                                                   | 35.000    |
| Brasilien (PMB)              | Gold                                                                   | 20.000    |
| Dänemark (IFPI)              | Gold                                                                   | 10.000    |
| Frankreich (SNEP)            | Gold                                                                   | 50.000    |
| Irland (IRMA)                | Gold                                                                   | 7.500     |
| Kanada (MC)                  | 2× Platin                                                              | 160.000   |
| Mexiko (AMPROFON)            | Gold                                                                   | 30.000    |
| Neuseeland (RMNZ)            | Gold                                                                   | 7.500     |
| Polen (ZPAV)                 | Gold                                                                   | 10.000    |
| Russland (NFPF)              | Platin                                                                 | 20.000    |
| Schweden (IFPI)              | Gold                                                                   | 20.000    |
| Singapur (RIAS)              | Gold                                                                   | 5.000     |
| Südkorea (KMCA)              | Gold                                                                   | 5.000     |
| Tschechien (IFPI)            | Gold                                                                   | 3.000     |
| Vereinigte Staaten (RIAA)    | Platin                                                                 | 1.000.000 |
| Vereinigtes Königreich (BPI) | Gold                                                                   | 100.000   |
| Insgesamt                    | 13× Gold · 4× Platin ·                                                 | 1.538.000 |

Hauptartikel: Britney Spears/Auszeichnungen für Musikverkäufe

## Künstlerauszeichnungen
| Jahr | Award Show                      | Preisträger         | Award                                    | Ergebnis  |
| ---- | ------------------------------- | ------------------- | ---------------------------------------- | --------- |
| 2011 | MTV Europe Music Awards         | Britney Spears      | Best Pop                                 | Nominiert |
| 2011 | MTV Europe Music Awards         | Britney Spears      | Best North American Act                  | Gewonnen  |
| 2011 | MTV Europe Music Awards         | Britney Spears      | Best World Wide Act                      | Nominiert |
| 2011 | MTV Video Music Awards          | Till the World Ends | Best Pop Video                           | Gewonnen  |
| 2011 | MTV Video Music Awards          | Till the World Ends | Best Choreography                        | Nominiert |
| 2011 | MuchMusic Video Awards          | Till the World Ends | International Video of the Year – Artist | Nominiert |
| 2011 | MuchMusic Video Awards          | Till the World Ends | International Video                      | Nominiert |
| 2011 | Teen Choice Awards              | Britney Spears      | Summer Music Star – Female               | Nominiert |
| 2011 | Billboard Mid-Year Music Awards | Britney Spears      | First-Half Most Valuable Player          | Gewonnen  |
| 2011 | Billboard Mid-Year Music Awards | Femme Fatale Tour   | Best Tour                                | Gewonnen  |
| 2011 | Billboard Mid-Year Music Awards | Hold It Against Me  | Favorite Hot 100 No. 1 Song              | Gewonnen  |
| 2011 | Billboard Mid-Year Music Awards | I Wanna Go          | Best Music Video                         | Gewonnen  |
| 2011 | Billboard Mid-Year Music Awards | Femme fatale        | Favorite Billboard 200 No. 1 Album       | Gewonnen  |
| 2012 | NRJ Music Awards 2012           | Britney Spears      | Beste Künstlerin International           | Nominiert |
| 2012 | Billboard Music Awards          | Britney Spears      | Best Dance Artist                        | Nominiert |

## Femme Fatale-Tour
Die Femme Fatale Tour ist die achte Tour der Sängerin. In einem Interview mit Ryan Seacrest in seiner Radio Show am 4. März 2011 kündigte Spears eine Tour durch die Vereinigten Staaten an. Die ersten Termine für die Tour wurden am 29. März 2011 während ihrer Show bei Good Morning America bekannt gegeben. Als Opening Act tritt u. a. Nicki Minaj auf.
Anfänglich war die Tour auf 31 Konzerte in Nordamerika beschränkt, später wurden noch mehrere Termine in Nordamerika und Europa hinzugefügt. Spears einziges Konzert in Deutschland findet in Köln statt.
Zur Zeit umfasst die Tour 53 Termine.
Die Tour startet am 16. Juni 2011 in Sacramento und endet im Dezember. Derzeit gibt es immer wieder neue Tourdaten, die Britney selbst auf ihrer eigenen Website veröffentlicht. Es sind derzeit weitere Termine hinzugekommen, die Konzerte in Südamerika beinhalten.
Spears bestätigte zudem per Twitter, dass die Tour für eine DVD/Blu-Ray während eines Konzertes in Toronto aufgenommen wird. Diese Aufnahme erschien am 2. Dezember 2012 in der Bundesrepublik Deutschland.